# Championnat de Belgique masculin de handball D3 1982-1983
Navigation
Division 3 1981-1982 Division 3 1983-1984
La saison 1982-1983 du Championnat de Belgique de handball fut la ? de la plus haute division belge de handball.

## Participants
| - HC La Fraternité Verviers - HC Eynatten - HC 200 Ans - SCA Montegnée - ACS Woluwe - Amicale HC Schaerbeek |  | - SL Huy - Université de Liège - HC Raeren 76 - SHC Mont-sur-Marchienne - CSV Ransart - Renaissance Montegnée |